# Jugureni
Jugureni est une commune roumaine du județ de Prahova, dans la région historique de Valachie et dans la région de développement du Sud.

## Géographie
La commune de Jugureni est située dans l'est du județ, à la limite avec le județ de Buzău, dans les collines du piémont des Carpates courbes, à 12 km au nord de Mizil et à 50 km au nord-est de Ploiești, le chef-lieu du județ.
La municipalité est composée des quatre villages suivants (population en 1992) :
- Boboci (146) ;
- Jugureni (308), siège de la commune ;
- Marginea Pădurii ;
- Valea Unghiului.

## Politique
Le Conseil Municipal de Jugureni compte 9 sièges de conseillers municipaux. À l'issue des élections municipales de juin 2008, Constantin Mărcoceanu (PSD) a été élu maire de la commune.
| Parti                                                | Nombre de conseillers |
| ---------------------------------------------------- | --------------------- |
| Parti social-démocrate (PSD)                         | 4                     |
| Parti démocrate-libéral (PD-L)                       | 2                     |
| Parti national chrétien démocrate                    | 2                     |
| Parti de la Nouvelle Génération - Chrétien-démocrate | 1                     |

## Religions
En 2002, la composition religieuse de la commune était la suivante :
- Chrétiens orthodoxes, 99,59 %.

## Démographie
En 2002, la commune comptait 743 Roumains, soit la totalité de la population. On comptait à cette date 336 ménages et 547 logements.
| 2002 | 2007 |
| ---- | ---- |
| 743  | 636  |

## Économie
L'économie de la commune repose sur l'agriculture et l'élevage.

## Communications

### Routes
La route régionale DJ100H rejoint Mizil vers le sud et Lapoș vers le nord. La DJ104N se dirige vers Năeni à l'est, dans le județ de Buzău.